# If I'm Lucky
If I'm Lucky es una película estadounidense de 1946 dirigida por Lewis Seiler y protagonizada por Vivian Blaine, Perry Como, Carmen Miranda, Harry James y Phil Silvers.
Escrito por George Bricker, Robert Ellis, Edwin Lanham, Helen Logan y Snag Werris, la trama tiene lugar durante las elecciones al Gobierno de California, donde se contrató a la banda liderada por Earl Gordon (Harry James) a participar en la campaña electoral del entonces candidato a gobernador Darius J. Magonnagle, el prometedor compositor Allen Clark — interpretado por Perry Como — ganar la simpatía del público y resulta ser un fuerte candidato para el cargo. La película es un remake de Un millón de gracias de 1935.

## Sinopsis
Varios músicos desempleados o empleados mal, incluyendo arpista Michelle O'Toole (Carmen Miranda), que trabaja en una tienda de sombreros, son atraídos por la campaña electoral Magonnagle (Edgar Buchanan). El compositor Allen Clark (Perry Como) vende una canción para la banda, a pesar de que quería ser contratado como cantante. Durante la campaña, Allen comienza a aparecer como un candidato sorpresa para las elecciones, aunque sabía de los vicios electorales. Linda Farrell (Vivian Blaine) y el compositor comienzan a salir. Allen consigue ganar y amigos de la banda lo convencen de que puede ser a la vez gobernador y cantante de radio.

## Producción
Los títulos de trabajo de la película fueron That's for Me y You're for Me. 
Edgar Buchanan fue tomado de Columbia Pictures a la producción. De acuerdo con el departamento legal de la Twentieth Century-Fox Records, el número "Batucada" fue la última secuencia que ser filmada y fotografiada por Joseph La Shelle. La película es muy similar a Un millón de gracias, pero ningún crédito o información del estudio reconocen que If I'm Lucky sea un remake de dicha película.
Esta fue también la última película de Carmen Miranda con Twentieth Century Fox.

## Reparto
- Vivian Blaine — Linda Farrell
- Perry Como — Allen Clark
- Carmen Miranda — Michelle O'Toole
- Harry James — Earl Gordon
- Phil Silvers — Wallingham M. 'Wally' Jones
- Edgar Buchanan — Darius J. Magonnagle
- Reed Hadley — Jed Conklin, administrador de la campaña electoral de Magonnagle
- Harry James y sus Music Makers — ellos mismos

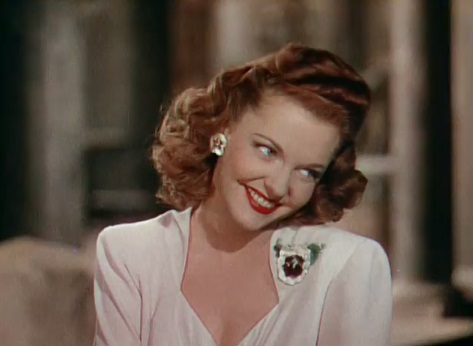
Vivian Blaine
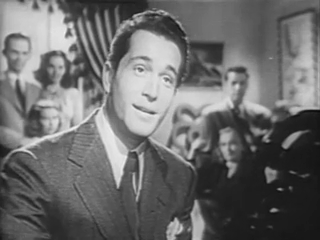
Perry Como
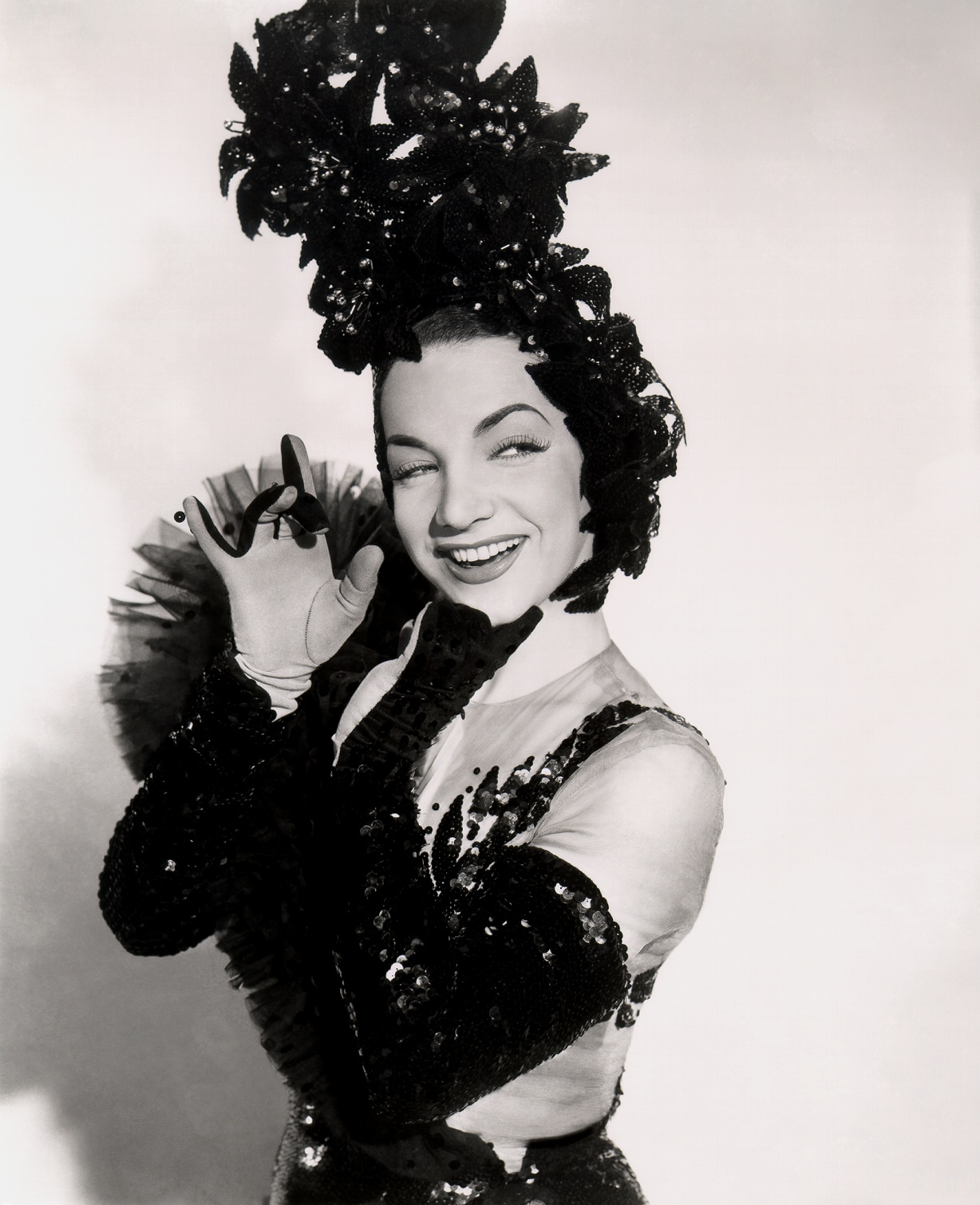
Carmen Miranda
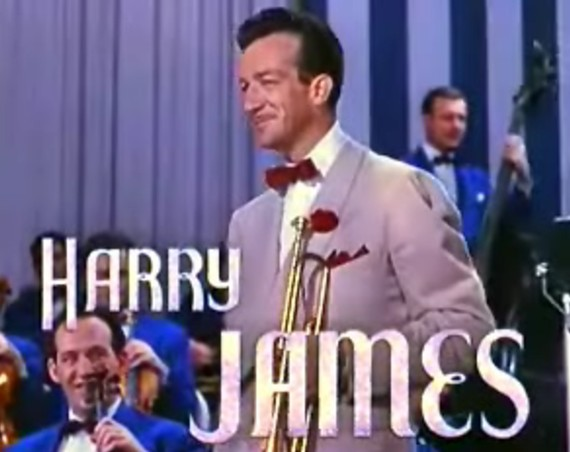
Harry James
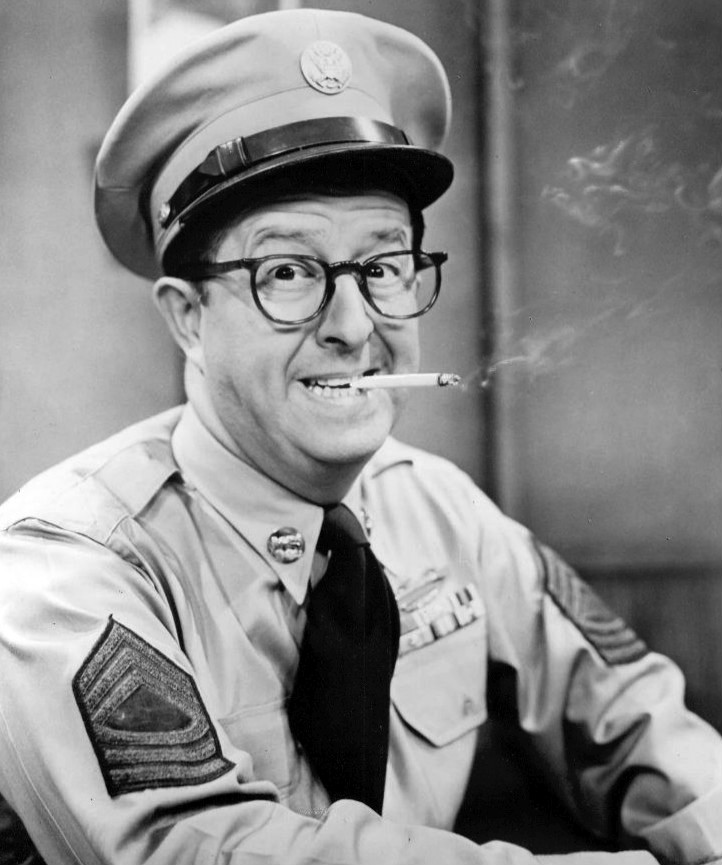
Phil Silvers

## Números musicales
Todas las canciones son de Josef Myrow y Edgar De Lange:
- Follow the Band — Phil Silvers, Carmen Miranda, Vivian Blaine, Perry Como y Harry James
- If I'm Lucky — Perry Como y Vivian Blaine, Harry James (instrumental) y Vivian Blaine (solo)
- One More Kiss — Perry Como
- Bet Your Bottom Dollar — Vivian Blaine y Carmen Miranda
- Batucada — Harry James y Carmen Miranda
- One More Vote — Perry Como

## Lanzamiento
La película se estrenó en los cines de Estados Unidos el 2 de septiembre de 1946.